# Maria Rosaria Omaggio
Maria Rosaria Omaggio   (Roma, 11 de gener de 1954 - Roma, 30 de juny de 2024) va ser una actriu i escriptora italiana.

## Trajectòria
Nascuda l'11 de gener de 1957 a Roma, va debutar en el terreny interpretatiu amb la participació de 1973 al programa televisiu Canzonissima. El 1976 va fer el seu debut al cinema, amb dues pel·lícules de crim, Squadra antiscippo i Roma a mano armata, i després una pel·lícula d'època, ambientada en el segle xvi, La lozana andaluza. A partir d'aleshores, va protagonitzar nombroses pel·lícules i sèries de televisió i va romandre activa en els escenaris. L'any 1979, en una d'aquestes obres de cinema significatives, va interpretar el paper principal de la Visanteta a la pel·lícula El virgo de Visanteta. L'any 2011 va celebrar el seu 25è aniversari en el teatre amb el monòleg Omaggio a em stessa. El 2017 va ser homenatjada per la Mostra Internacional de Cinema Educatiu (MICE) de Sagunt.
Com a escriptora ha col·laborat en nombroses revistes i va publicar per a Edizioni Mediterranee les obres Viaggio nell'incredibile (premi Fregene 1989) i L'energia trasparente - curarsi con cristalli, pietre preziose e metalli, traduïda a sis llengües. També va escriure C'era una volta, c'è sempre e ci sarà ancora per a Corbaccio-Longanesi (premi Chiantino 1998) i Il linguaggio dei Gioielli-Il significato nascosto e ritrovato dell'eterna arte dell'ornamento dalla A alla Z per a Baldini & Castoldi Dalai editors. El desembre de 2015 va ser nomenada ambaixadora de bona voluntat d'UNICEF Itàlia.

## Premis i nominacions

### Premis interpretatius
| Any  | Premi                                       | Categoria                                   | Obra                       | Resultat   | Ref.   |
| ---- | ------------------------------------------- | ------------------------------------------- | -------------------------- | ---------- | ------ |
| 2013 | Festival Internacional de Cinema de Venècia | Premi Francesco Pasinetti - Menció especial | Wałęsa. Człowiek z nadziei | Guanyadora | [ 13 ] |

### Premis literaris
| Any  | Premi           | Obra                                         | Resultat   | Ref.  |
| ---- | --------------- | -------------------------------------------- | ---------- | ----- |
| 1989 | Premi Fregene   | Viaggio nell'incredibile                     | Guanyadora | [ 8 ] |
| 1998 | Premi Chiantino | C'era una volta, c'è sempre e ci sarà ancora | Guanyadora | [ 9 ] |